# Ashville, Ohio
Ashville là một làng thuộc quận Pickaway, tiểu bang Ohio, Hoa Kỳ. Năm 2010, dân số của làng này là 4097 người.

## Dân số
- Dân số năm 2000: 3174 người.
- Dân số năm 2010: 4097 người.